# Мистер Блек
Ален Асани (рођен у Скопљу 26. марта 1991), познатији као Мистер Блек (Mr Black) један је од познатијих извођача RnB музике у Србији и суседним земљама. Тренутно живи у Суботици. Има више од 5 година искуства у музици, а познат је и по томе што је остварио многе сарадње са колегама.

## Дискографија
- Мала одлазим
- Шта је то љубав (2011)
- Балада (2012)

## Неке од најпознатијих песама
- Води ме до неба (1. Верзија) (фт. Xtina & Romantic ft. Pinke & Comi)
- Води ме до неба (2. Верзија) (фт. Sofia & Romantic)
- Сети се мене (фт. LxD (322))
- Почивај у миру (фт. Baby)
- И када одеш (фт. Icee Lady)
- Чекаћу те
- Истетовирао сам име твоје
- Није ти стало до мене
- Твоје усне вреле
- Волим те
- Анђео без имена (фт. Bato)
- Самоћа убија (фт. Bato)
- Ако одеш (фт. Bato)
- Наша љубав (фт. Bato)
- Одлучи се (фт. Caci)
- Пут до краја сама настави (фт. Caci)
- Још увек волим те
- Моја љубави (фт. Dj Dado)
- Нико те не воли као ја (Балада)
- Ноћас се растајемо (фт. Bole & Dula)
- Дао бих јој све (1. Верзија) (фт. Lorena Kiš)
- Дао бих јој све (2. Верзија) (фт. Firuca Čina)
- И даље патиш за мном
- Једна ноћ крај тебе (фт. Bato & Martina ft. Danijela)
- Докажи ми (фт. Caci)
- Ја не могу без ње (фт. Vanki)
- Одувек најбоља си
- Заљубио сам се
- Да није било ње (фт. Sofia)
- Што те више немам (фт. STM Baby)
- Чека нас море (фт. Dj Kale & Kristina)